# Paweł Monat
Paweł Monat (ur. 24 grudnia 1921 w Stanisławowie) – polski pułkownik LWP, dyplomata, oficer wywiadu.

## Życiorys
Po wojnie został oddelegowany do wywiadu wojskowego. Od 1952 był attaché wojskowym w Chinach, następnie od 1955 attaché wojskowym w Stanach Zjednoczonych. W czerwcu 1959 Monat wraz z żoną i synem, zaopatrzeni w paszporty dyplomatyczne, pod pretekstem wakacji w Jugosławii wyjechali z Polski. Potajemnie udali się do Wiednia, skąd 22 czerwca uciekli do Stanów Zjednoczonych. Ucieczka pułkownika Monata, szefa Wydziału Ataszatów Wojskowych w II Zarządzie Sztabu Generalnego była ciosem dla służb wywiadowczych. Monat dysponował bowiem rozległą i dogłębną wiedzą na temat peerelowskiego wywiadu. Po przyjeździe do Ameryki Monat zeznawał przed Komisją Sprawiedliwości Kongresu Stanów Zjednoczonych. Wyrokiem sądu z 22 grudnia 1959 został skazany zaocznie na karę śmierci, utratę praw publicznych i obywatelskich praw honorowych oraz przepadek całego mienia skazanego.